# Skovhund
Skovhunden (Speothos venaticus) er et dyr i hundefamilien. Denne art er den eneste i slægten Speothos. Den når en længde på 57-75 cm med en hale på 12,5-15 cm og vejer 5-7 kg. Dyret lever i det nordøstlige Sydamerika.